# Erick E
Erick E (născut sub numele Erick Eerdhuizen pe 20 septembrie, 1969 în Amsterdam, Țările de Jos), este cunoscut ca DJ și producător. Mai este cunoscut pentru muzica energică, la fel și pentru interacționările entuziastice cu mulțimea.

## Cariera
Erick E și-a început cariera ca Dj hip-hop în Zaandam. A ieșit din branșă pentru a deveni un talentat scratcher/backspinner, câștigând Campionatul DMC în 1989. Acesta s-a concentrat pe muzica house, și în 1995 devine un DJ rezident în legendarul club de noapte Roxy din Amsterdam. Popularitatea sa a început să crească și curând a început să primească rezervări de la diferite cluburi și petreceri din Olanda, exemple ca Sensation White, Innercity, The Mega Music Dance Experience, MTC, Mysteryland, Dance Valley, Wasteland, Chemistry și Hour Power. Pe lângă că este DJ, Erick E este fondatorul unei case de discuri sub denumirea de One Star Records și un producător de succes. Împreună cu Olav Basoski a fondat casa de discuri WORK, pentru care au produs melodii ca Pancake și Sil. În 2003 colaborază cu Fedde Le Grand și produce câteva melodii pentru Sander Kleinenberg.

## Discografie

### Melodii
- 2006 „Boogie Down / Midnight Magic”
- 2006-2007 „The Beat Is Rockin'”
- 2008 "Go Again"
- 2009 "Don't Turn Your Back"

### Remixuri
- 2006: DJ Falk - House of God
- 2007: Boogie Down 2007